# Ladislav Zetocha
Ladislav Zetocha (* 27. března 1952) je bývalý český fotbalový obránce.

## Fotbalová kariéra
V československé liza hrál za Baník Ostrava, se kterým získal v roce 1976 mistrovský titul. Nastoupil v 8 ligových utkáních. Gól v lize nedal. V nižších soutěžích hrál i za VOKD Poruba a Slezan Frýdek-Místek.

## Ligová bilance
| Ročník                                   | Zápasy | Góly | Minuty | Klub          |
| ---------------------------------------- | ------ | ---- | ------ | ------------- |
| 1. československá fotbalová liga 1974/75 | 5      | 0    | 270    | Baník Ostrava |
| 1. československá fotbalová liga 1975/76 | 2      | 0    | 108    | Baník Ostrava |
| 1. československá fotbalová liga 1976/77 | 1      | 0    | 90     | Baník Ostrava |
| Česká národní fotbalová liga 1978/79     | –      | –    | –      | VOKD Poruba   |
| CELKEM 1. liga                           | 8      | 0    | 468    |               |